# 圣路易斯轻轨
圣路易斯轻轨（英語：MetroLink） ，是服務美国圣路易斯都會區的轻轨系统，溝通河西岸的聖路易斯市，聖路易斯縣和伊利諾伊州都會東區（Metro East）。该系统由“雙州發展署”（英文：Bi-State Development Agency，或簡稱Metro）負責運營，目前共有两条线路，37个车站，总长46英里（74.03） ，日客流量約5.1万人。 為美國中西部客流量最大的都市輕軌系統，在全國排名第10名。雖然聖路易斯輕軌在官方文件上屬於輕軌系統，並使用輕軌車輛運營，但全程享有獨立路權和車站。路基，路軌和車輛均按照高通量地鐵標準建設，可以認為是介於地鐵和輕軌系統之間的城市捷運系統。

## 歷史

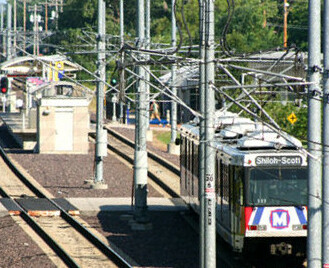
一輛輕軌列車運行在伊利諾伊州貝爾維尤市車站附近

19世紀中葉至20世紀初，隨著聖路易斯城市擴大和人口增加，民眾對交通出行提出了新的需求。1894年，新聖路易斯聯合車站啟用後，一度成為全世界最繁忙的鐵路運輸樞紐。多家鐵路公司在開設長途客貨列車的同時，亦經營有每日多次往返於聖路易斯市和近郊柯克伍德，太平洋城，聖查爾斯等地的近郊列車。隨著第二次世界大戰結束後汽車的普及和州際高速公路的建成，不僅鐵路城際客運大幅度衰退，近郊列車也很快入不敷出。1950年代後期，聖路易斯都會圈通勤列車已全部消失。1980年代末，隨著機動車輛數量進一步增長以及聖路易斯城市特點，往來市區和河東區的公路交通變得擁擠不堪。重新恢復通勤列車成為緩解交通擁堵的一個重要措施。
經過數年的辯論和經費籌措後，聖路易斯輕軌於1990年正式開工。一期工程線路為蘭伯特-聖路易斯國際機場至東聖路易斯市區第五街和密蘇里街路口。聖路易斯雙州發展署購買並恢復了原屬沃巴什鐵路（Wabashi Railroad）的鐵路線路，並修復了原屬聖路易斯終端鐵路協會（Terminal Railroad Association of St. Louis）的伊茲橋下層鐵路層。1993年7月31日，北漢利街和東聖路易斯第五街區間開通試運營，3日後正式投入商業運營。這也是繼1970年代近二十年後伊茲橋恢復鐵路交通。
1994年，蘭伯特-聖路易國際機場主航站樓通車，同時在伊茲橋東橋頭堡開設“河東岸”站（East Riverfront）。1998年，東蘭伯特－聖路易國際機場站投入使用，標誌著一期工程正式完成。工程共耗資四億六千五百萬美元，其中三億四千八百萬美元由美國聯邦公共交通事業廳（Federal Transit Administration）撥付。
雖然聖路易斯輕軌建成後，營運狀況一直高於預期，但公共交通事業聽對線路的擴增資金放緩。1998年，二期工程開始，線路繼續東向聖克萊爾縣延伸。2001年，貝爾維尤段通車，終點延伸到西南伊利諾伊學院校園附近。二期工程共耗資三億三千九百二十萬美元，其中聯邦公共交通事業廳分攤72%，聖克萊爾縣分攤28%。為籌措資金，聖克萊爾縣在1993年將營業稅上漲0.5%用於鐵路建設。東段最後一期工程於2003年5月完工，從西南伊利諾伊學院向西至夏洛－斯考特空軍基地，全長3.5英里，耗資七千五百萬美元，其中六千萬由伊利諾伊州FIRST承擔（一個促進伊利諾伊州城市建設，道路，公立學校和公共交通的政府機構），剩餘部分由聖克萊爾縣本地財政承擔。
聖路易斯輕軌東段延伸線完工後，西段工程也隨之展開。西線第二線從“森林公園-德巴里維耶”車站（Forest Park-DeBaliviere）開始向西修築，位於老線南側，並在克雷頓市區拐向西南至“什魯斯伯里-蘭斯多沃內-I44”車站。該線經過聖路易斯華盛頓大學，聖路易斯Galleria購物廣場，克萊頓市區，最後至聖路易斯衛星城什魯斯伯里。全長8英里（13公里），共停9站。線路雖不長，但由於沒有現成線路可以利用，所服務地區人口和建築密度大，需要新建許多高架橋和隧道，因此造價達到四億三千萬美元之鉅，由政府發行公債來籌集。由於資金撥付不到位，政府主管單位和承包商之間糾紛，造成工期比計畫稍有延誤。2006年8月，全部工程宣告完成，次年開始施行紅藍線運營制度並延續至今。

## 线路
该系统有红蓝两条线路，其中有15个车站共线。两条线路的共线部分自西穿过密西西比河后进入伊利诺伊州。

### 红线 (Red Line)
红线(Red Line)是圣路易斯轻轨系统中最早的线路，于1993年通车。
这条线路由兰伯特-圣路易斯国际机场出发，经过North Hanley、密苏里大学圣路易斯分校等地，在森林公园站与蓝线汇合。随后继续向东，经过圣路易斯主城区，并在伊兹桥(Eads Bridge)跨过密西西比河，进入伊利诺伊州。红线在伊利诺伊州的Shiloh-Scott空军基地终止。

### 蓝线 (Blue Line)
蓝线（Blue Line）于2006年通车。这条线路由Shrewsbury站出发，经过克莱顿市(Clayton)，圣路易斯华盛顿大学，在森林公園-德巴里維耶站与红线汇合。此后行驶路线与红线重合。蓝线终止于伊利诺伊州Fairview Heights车站。

## 使用車輛

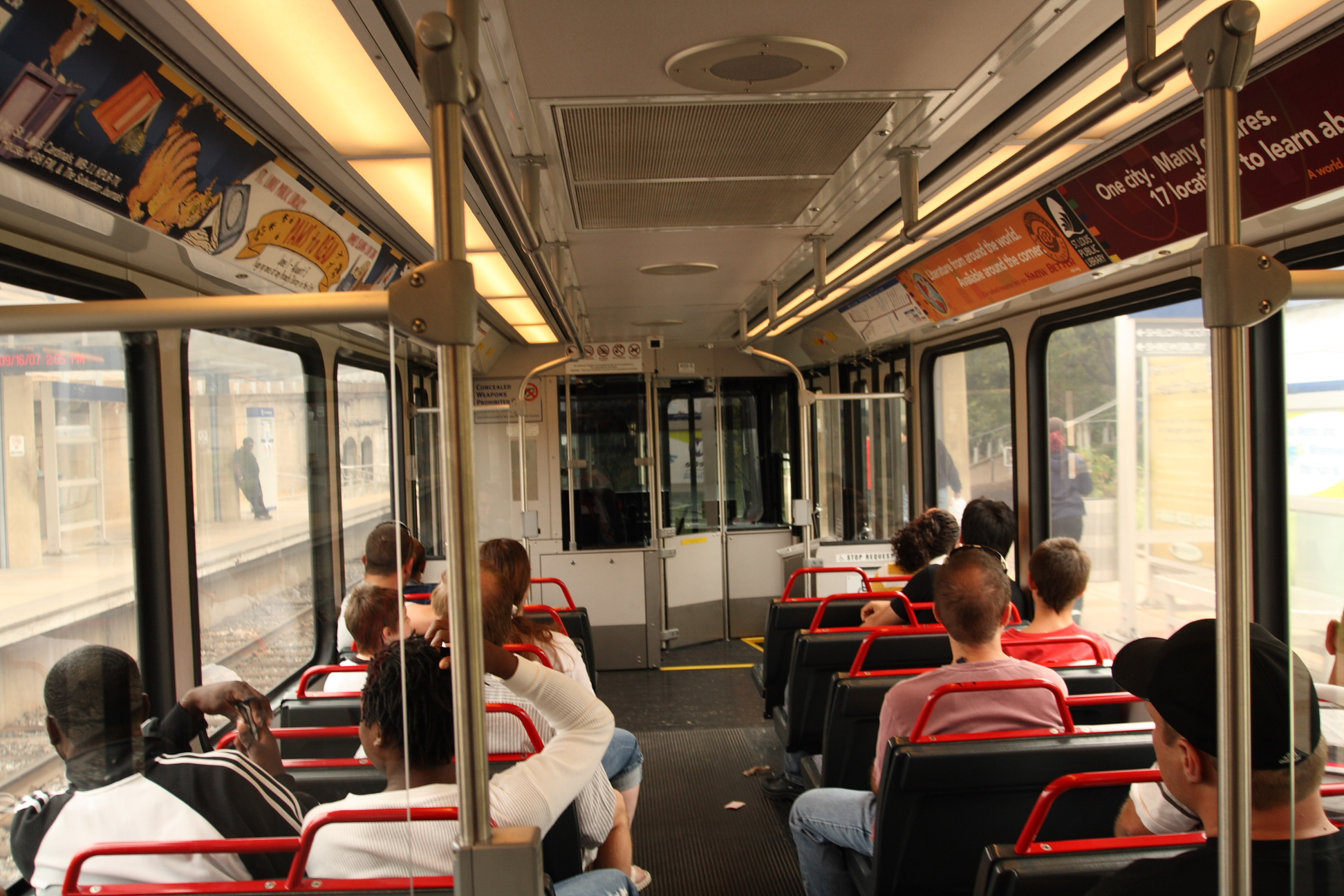
Interior of a MetroLink light-rail vehicle.

聖路易斯輕軌列車以兩節一列的電聯車的模式運營。每節車輛都有獨立的兩端司機室和動力設備，可以在車輛段解編和自由組合。目前全路共有87個單元，由西門子公司製造，其中31節為SD-400型，56節為SD-460型。列車由750V直流高架電纜供電，每節車廂有四對車門，可容納72人座位和106人站位。由於未採用通道型車廂，乘客無法在兩節車廂內來回走動。列車同時備有高車門和低車門，在做路面電車使用時，乘客可以直接下降至路面，但在聖路易斯輕軌中該功能並未用上。
聖路易斯輕軌共設有兩個車輛段用於車輛存放和日常維護。傑斐遜大街車輛段位於格蘭德站和聯合車站之間，靠近市區西側。另一個位於伊利諾伊州華盛頓公園站西側。此外2009年還增設了一個小車場段專門用於重新塗裝。

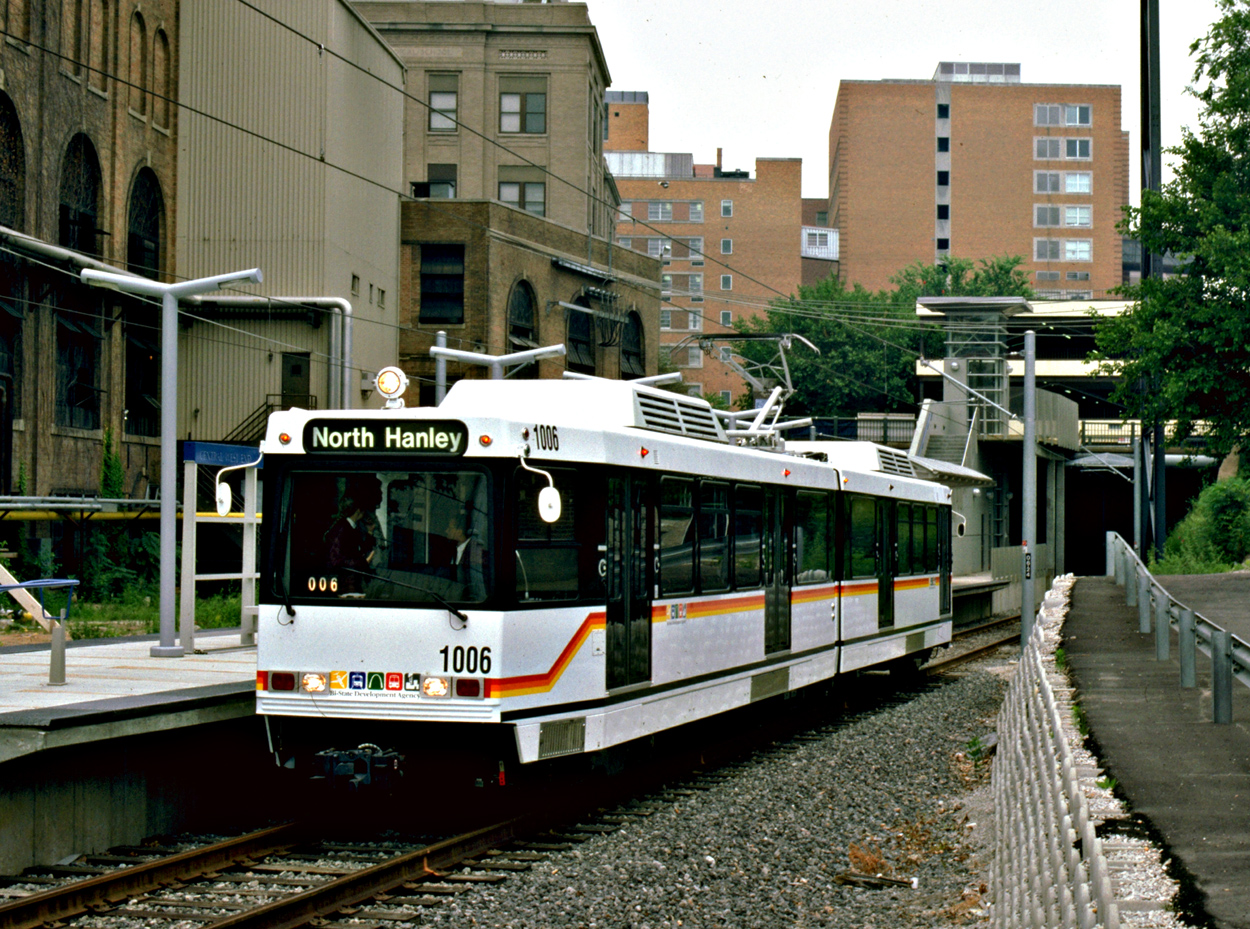
Brand-new Siemens SD-400 unit on the then-newly opened MetroLink system in 1993.

### 車輛配屬情況
| 型號                    | 出廠時間  | 數量 | 編號      |
| ----------------------- | --------- | ---- | --------- |
| 西门子 SD-400型輕軌電車 | 1991–1993 | 31   | 1001–1031 |
| 西门子 SD-460型輕軌電車 | 1999      | 10   | 2001–2010 |
| 西门子 SD-460型輕軌電車 | 2000      | 24   | 3001-3024 |
| 西门子 SD-460型輕軌電車 | 2004–2005 | 22   | 4001-4022 |

## 票價

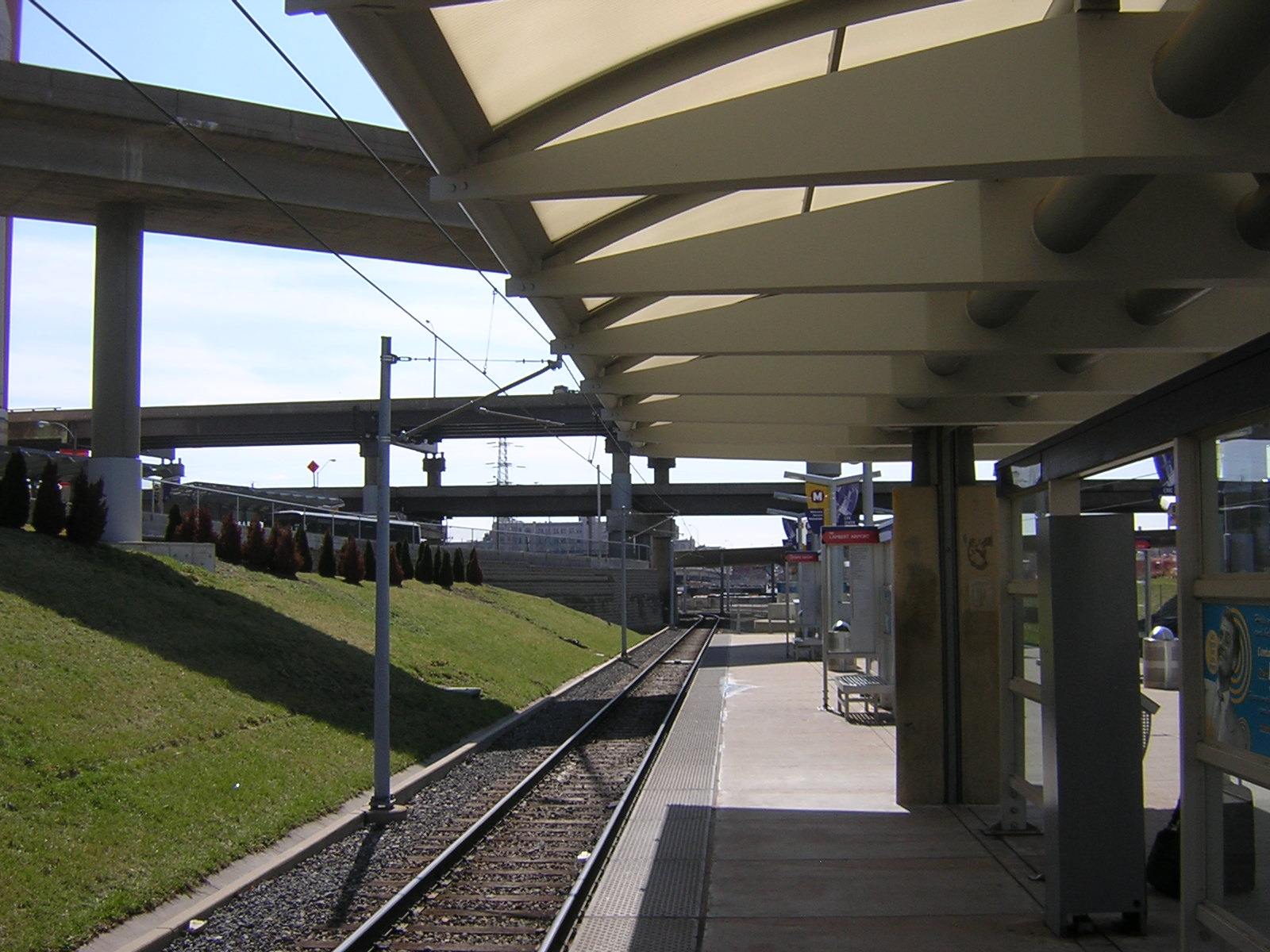
Civic Center MetroLink Station

聖路易斯輕軌採用信用乘車制。全程車站沒有固定工作人員，僅在部分時段配有安全人員維持秩序。乘客上車前可在自動販賣機購買車票，車票需在車站檢票機檢票後方才生效。鐵路警察會隨機登車檢查購票情況，逃票或持失效車票乘坐者一旦發現將會受到法律制裁。
至2015年初，聖路易斯輕軌票價為：
- 單程票：$2.5
- 2小時票：$3 （可在2小時內無限制轉乘任何輕軌及巴士）
- 聖路易斯機場發售的2小時票：$4（同上）
- 當日票：$7.5（可在當日無限制轉乘任何輕軌及巴士）
- 周票：$27 （可在當週無限制轉乘任何輕軌及巴士）
- 月票：$78 （可在當月無限制轉乘任何輕軌及巴士）
- 學期票：$175（可在本學期無限制轉乘任何輕軌及巴士）

殘疾人士，年滿65週歲以上者，5-12歲學童可以享受票價減免（需提供相關證明），5歲以下兒童免費乘車。此外部分學校（如聖路易斯華盛頓大學和聖路易斯密蘇里大學為其全日制註冊學生購買學期票。憑學生卡和學生票在學期內乘車無需付費）。